# والتر میتل‌هولتسر
والتر میتل‌هولتسر (به آلمانی: Walter Mittelholzer) (زاده ۲ آوریل ۱۸۹۴ – درگذشته ۹ مه ۱۹۳۷) یک پیشگام هوانوردی سوئیسی بود. او در زمینه‌های خلبانی، عکاسی، مسافرت، نویسندگی و نیز یکی از نخستین کارآفرینان صنعت هوانوردی فعالیت داشت.

## زندگی‌نامه
والتر میتل‌هولتسر در ۲ آوریل ۱۸۹۴ سنت گالن سوئیس زاده شد. پدر او نانوا بود. او در سال ۱۹۱۷ گواهینامهٔ خلبانی شخصی خود را دریافت کرد و در سال ۱۹۱۸ نیز دورهٔ آمورش خلبانی نظامی را به پایان رساند.
در ۵ نوامبر ۱۹۱۹ او یک شرکت هواپیمایی برای انجام پروازهای مسافربری و همچنین عکاسی هوایی تاسیس کرد. در سال ۱۹۲۰ این شرکت با شرکت Ad Astra Aero ادغام شد.  میتل‌هولتسر که مدیر و خلبان
میتل‌هولتسر پس از گرفتن گواهینامهٔ خلبانی، دست به سفرهای ماجراجویانه در سراسر نقاط دنیا زد. از آن جمله، نخستین کسی شد که از شمال تا جنوب قارهٔ آفریقا پرواز کرد. این سفر ۷۷ روز طول کشید. میتل‌هولتسر پرواز خود را از زوریخ آغاز کرد و از مسیر اسکندریه به سمت کیپ‌تاون رفت و آن‌جا فرود آمد.
پیش این او اولین کسی بود که در سال ۱۹۲۳ با یک هواپیمای یونکرز، عملیات شناسایی اسپیتس‌برگن را انجام داد. او همچنین نخستین فردی است که از فراز قلهٔ کلیمانجارو گذر کرد.
میتل‌هولتسر در سال ۱۹۳۱ به عنوان مدیر فنی خط هوایی تازه‌تاسیس سوئیس‌ایر منصوب شد که از ادغام شرکت‌های Ad Astra Areo  و Balair تشکیل شد.
او در زمان پرواز، اقدام به عکاسی می‌کرد و دستاوردهای سفرهای پرشمار او به گوشه‌گوشهٔ جهان، عکس‌ها، فیلم‌ها، و نوشته‌های ارزشمندی است که اکنون جزو گنجینه‌های این سرزمین‌ها به‌شمار می‌آید. از جمله میراث باقی‌مانده از او حدود ۱۸۵۰۰ عکس است که در آرشیو تصویر کتابخانه ETH در زوریخ، سوئیس نگهداری می شود.

## انتشارات
- کتاب «در هواپیما به سمت قطب شمال، اکسپدیشن امدادی یونکرز با آمونسن به اسپیتس‌برگن»، ۱۹۲۳
- کتاب «سوئیس از دید پرنده: ۲۷۴ تصویر از مجموعه والتر میتل‌هولتسر»، ۱۹۲۶
- کتاب «پرواز پرشین با Otto Flückiger»، ۱۹۲۶
- کتاب «پرواز آفریقا»، ۱۹۲۷
- کتاب «پرواز آلپاین»، ۱۹۲۸
- کتاب «پرواز مدیترانه‌ای با ۱۲۰ عکس هوانوردی توسط والتر میتل‌هولتسر»، ۱۹۳۰
- کتاب «پرواز کلیمانجارو»، ۱۹۳۰
- کتاب «پرواز دریاچه چاد؛ با فوکر سه‌موتوره سوئیس‌ایر از صحرا به دریاچه چاد»، ۱۹۳۲
- کتاب «پرواز حبشه؛ با فوکر سه‌موتوره به دربار نگوس نگستی» با پیش‌گفتاری از رئیس‌جمهور فدرال (مارسل) پیله گولاز، ۱۹۳۴

پوستر فیلم Mein Persienflug

- «عکاسی هوایی»، ۱۹۳۶
- «ماجراهای هوانوردی»، ۱۹۳۸

## فیلم‌های مستند
- در هواپیمای یونکر بر فراز اسپیتسبرگن، ۱۹۲۴
- پرواز من به پرشین (Mein Persienflug)، ۱۹۲۵[الف]
- حبشه، ۱۹۳۴
- پیشگام آسمان‌ها، ۱۹۴۷

## پرواز ایران
در هر حال در سال ۱۳۰۲ خورشیدی دولت ایران با شرکت هواپیمایی «یونکرس» قراردادی بست و نمایندگی این کمپانی در تهران را بنیاد نهاد و با وارد کردن چند هواپیما، خطوط هوایی تهران، مشهد، شیراز، بندر انزلی و بوشهر برقرار شد. وظیفه اصلی این هواپیماها حمل محموله‌های پستی و مسافر بود.

میتل‌هولتسر در سال ۱۳۰۳ خورشیدی و آستانه سرنگونی سلطنت قاجاریه به ایران آمد. او از طرف شرکت هواپیمایی «یونکرس» مأموریت یافت تا خطوط هواپیمایی ایران را در دوره قاجار بررسی کند‎. هولتسر در پروازش از سوئیس، کشورهای ایتالیا، یونان، ترکیه و عراق را پشت سر گذاشت تا به ایران رسید. او در این سفر خاطرات خود را نوشت‎.

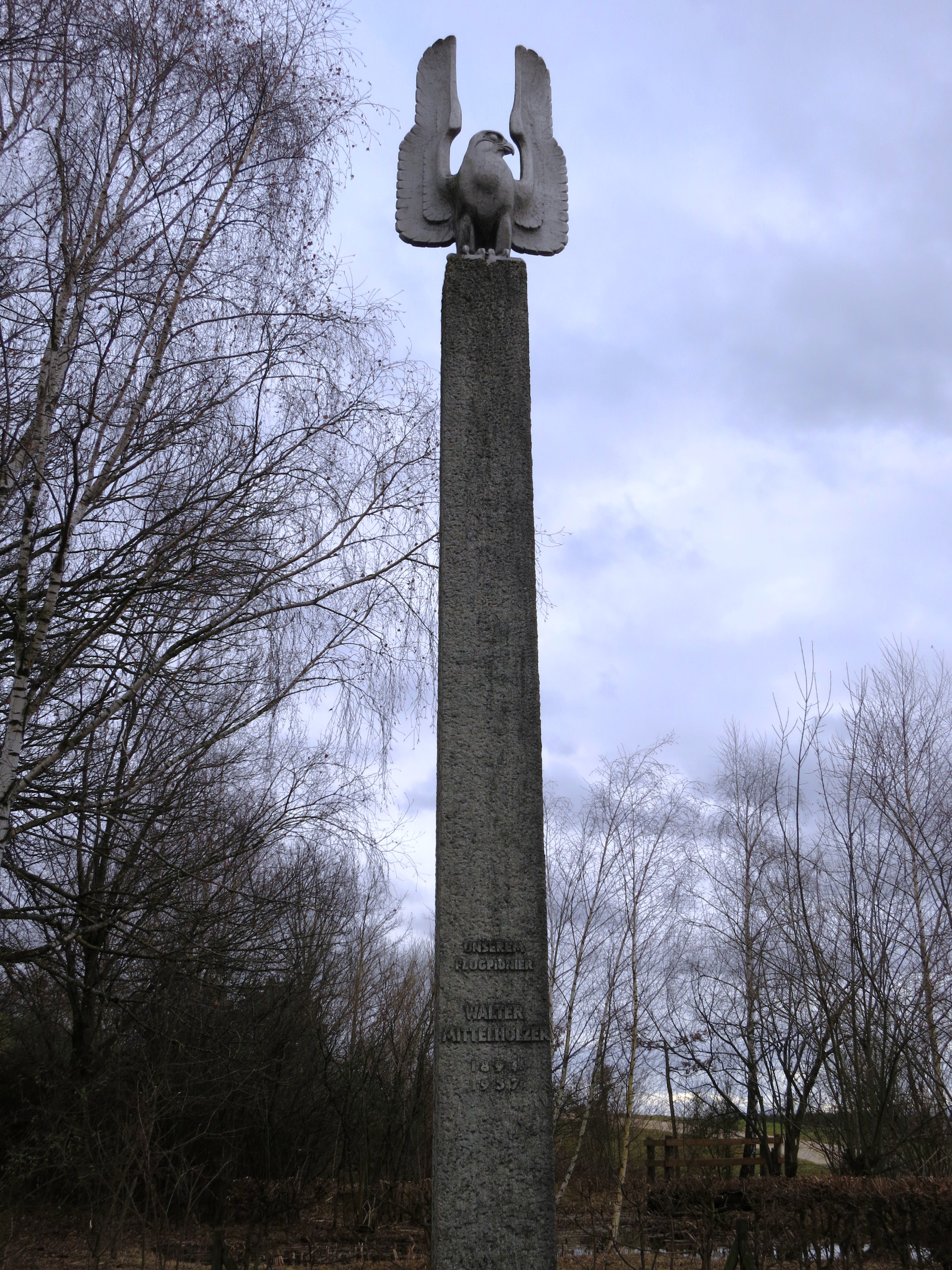
بنای یادبود میتل‌هولتسر در شرق فرودگاه زوریخ

هولتسر از کرمانشاه به ایران وارد شد و با گذر از همدان و قزوین خویش را به تهران رساند. او همچنین به انزلی رفت و با گذر از قم، کاشان، اصفهان و شیراز به بوشهر رسید و در این راه، عکس‌های پرشماری گرفت؛ عکس‌هایی که داده‌های دست اولی از شیوه زیست ایرانیان در دهه‌های نخست سده بیستم، شهرهای ایران و بناهای تاریخی ایران واگویه می‌کنند.
آنچه در کتاب «سفر به ایران» میتل‌هولتسر توجه خواننده را جلب می‌کند، نثر دشوار و گاه بس شاعرانه نویسنده است. این نثر ریشه در شیوه اندیشه و نگاه رومانتیک او به مشرق زمین از یکسو و نگرش صنعت‌محور او از سوی دیگر دارد. در همان آغاز کتاب او ایران را گهواره بشریت عنوان می‌کند و با نگاه رومانتیک به شرق و ایران به دنبال آن است که گوشه‌های شگفت‌انگیز از زندگی مردم ایران را نشان دهد، هرچند یکسره از بایستگی ساخت راه‌های هوایی برای کوتاه کردن فاصله‌های طولانی شهرهای ایران سخن به میان می‌آورد.

او در بخشی از کتاب خاطرات خود چنین می‌نویسد:
«برای آنکه تصویری صحیح از زندگی مردم ایران ارائه کنم، بی‌تردید باید زبان فارسی را کامل یاد بگیرم و چندین سال با مردم طبقات مختلف این کشور ارتباط داشته باشم. هر تازه‌واردی در برابر فرهنگ کنونی متنوع ایرانی شگفت‌زده می‌شود. فراوانی، تنوع این فرهنگ غنی هر مشاهده‌گری را مسحور خود می‌کند … ایران، این سرزمین کهن با تاریخی افتخارآمیز تا همین چندی پیش به خوابی طولانی فرورفته بود و در حالی که در غرب عصر فرهنگی جدیدی آغاز شده بود، در ایران همان شرایط کهن وجود داشت.»

## یادبود
در میان دیگر پیشگامان هوانوردی سوئیس، یادبود او در تمبر پستی سوئیس صادر شده در ژانویه ۱۹۷۷ است.
فیلم مستندی دربارهٔ هولتسر ساخته شده‌است که «پرواز ایران» نام دارد و به پرواز او بر فراز ایران می‌پردازد‎.

## درگذشت

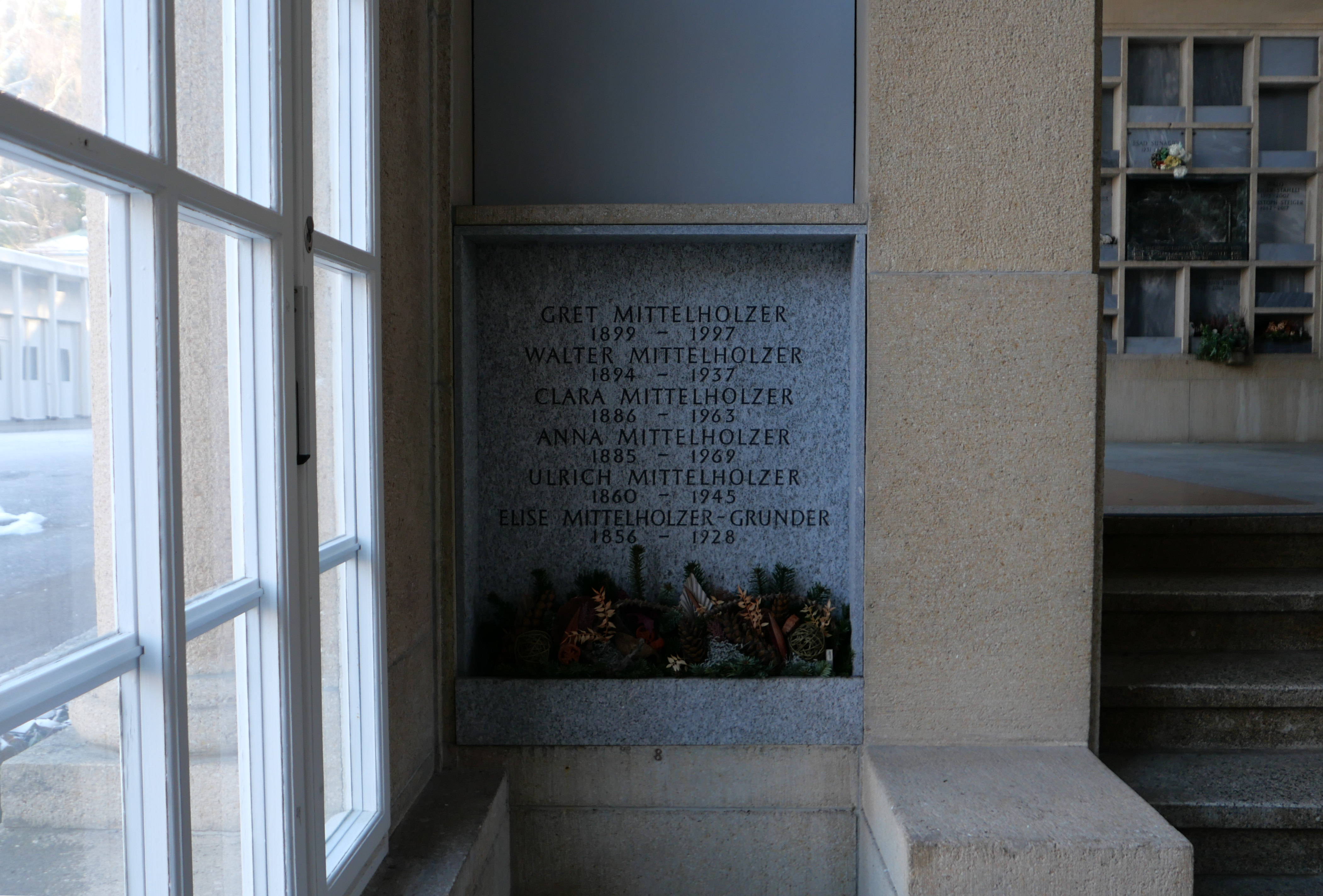
قبر در سال 2025.

میتل هولتسر در ۹ می ۱۹۳۷ هنگام بالا رفتن از کوه در حادثه‌ای در کوهستان هوخشواب (Hochschwab) استان اشتایرمارک اتریش در سن ۴۳ سالگی درگذشت.
با این وجود روایت دیگری نیز در مورد مرگ او وجود دارد. در این روایت گفته می‌شود که میتل‌هولتسر حین پرواز در سودان در سال ۱۹۳۷ درگذشته است. 
بقایای فانی او سوزانده شد و در طاق قوطی مادرش الیزابت "الیز"، مادرش گروندر (1856-1928)، در سالن های کلمباریوم گورستان فلدلی در سنت گالن به خاک سپرده شد. کوزه های حاوی خاکستر پدرش والتر اولریش (1860-1945)، نانوا، و خاکسترهای سه تا از چهار خواهرش نیز بعداً در آنجا دفن شدند.

## نگارخانه

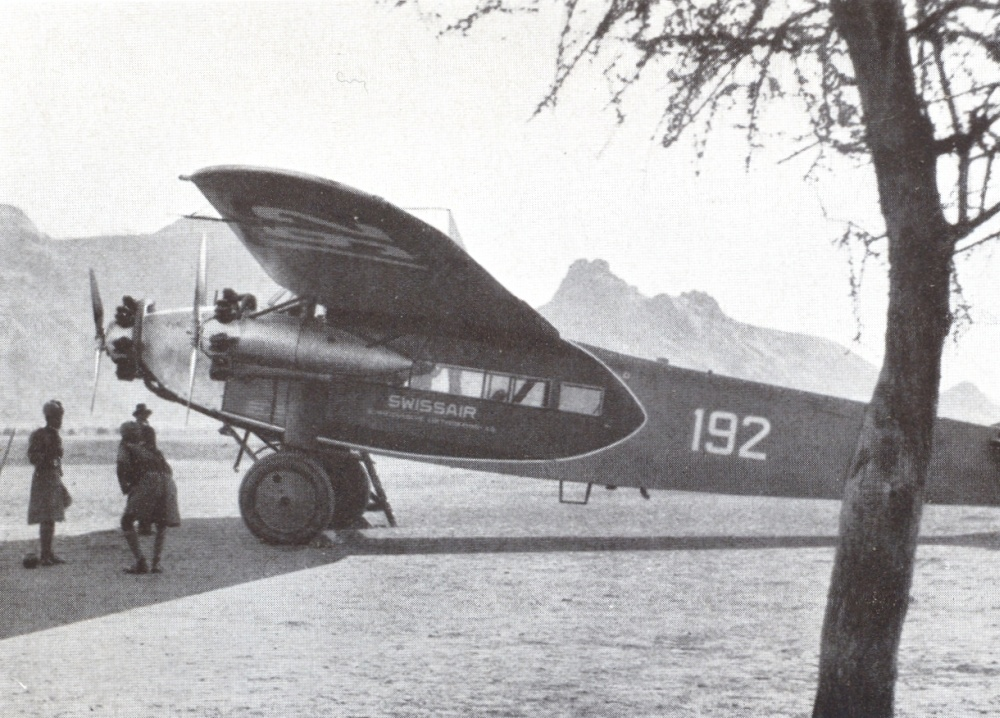
هواپیمای فوکر سه‌موتوره میتل‌هولتسر (CH-192)  در کسلا، سودان
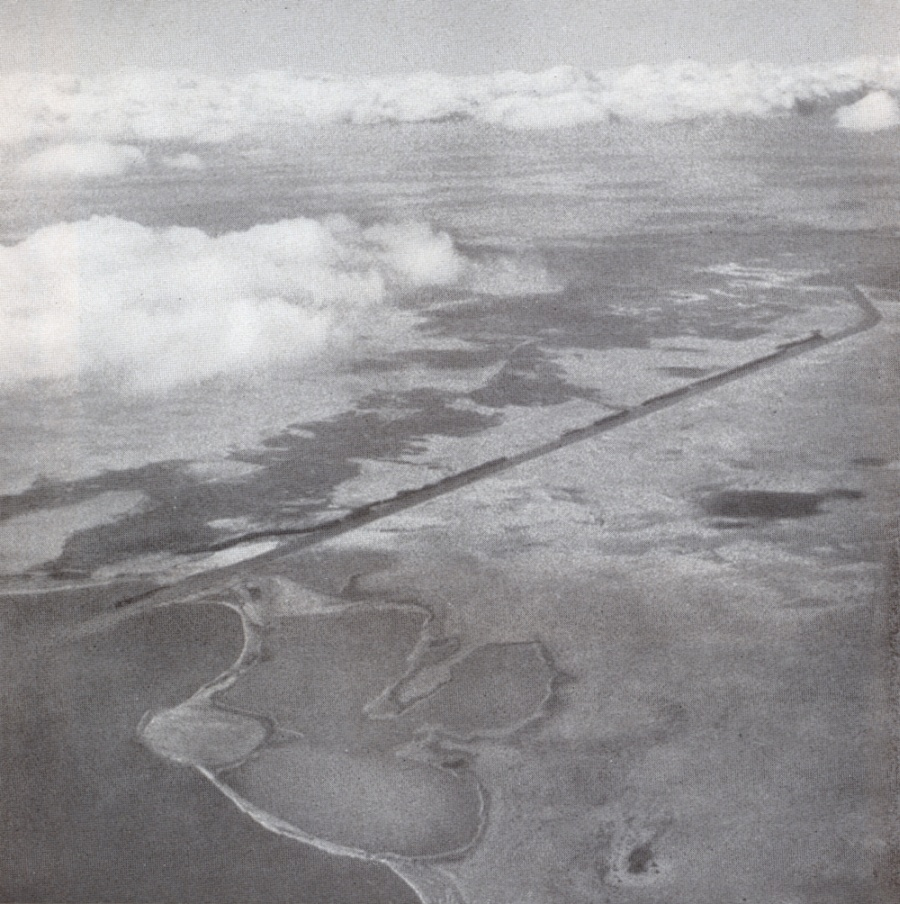
تصویر هوایی کانال سوئز
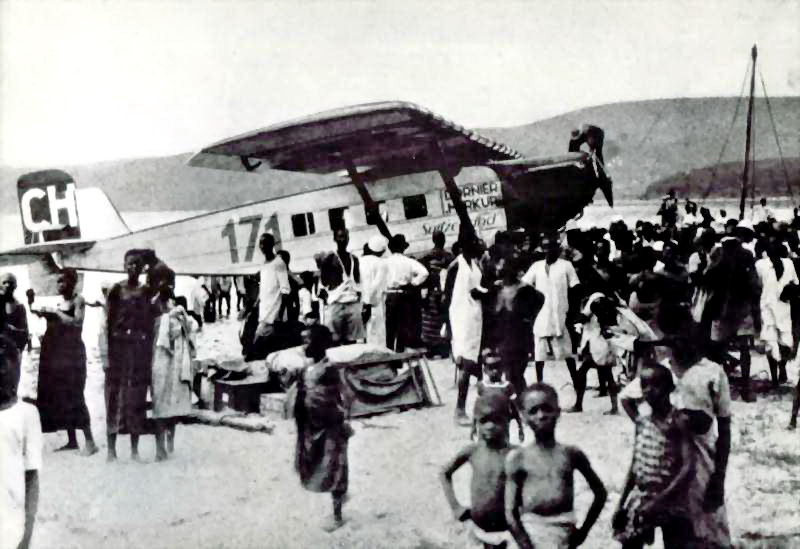
هواپیمای دورنیه کامت شرکت اد آسترا آئرو (CH-171) با خلبانی میتل‌هولتسر در  Kigocna، کنیا (۱۹۲۷)
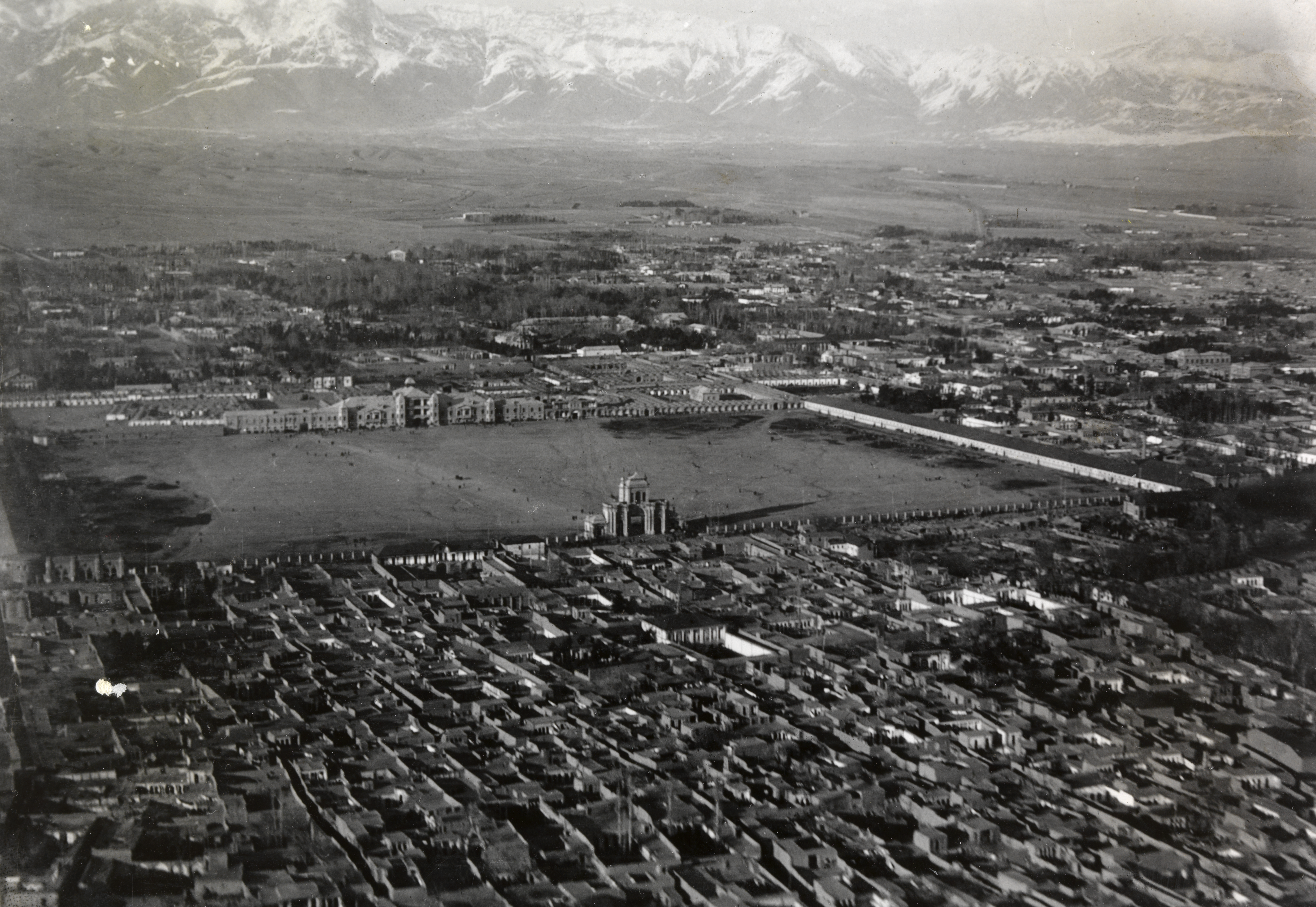
عکس هوایی از میدان مشق، تهران، ۱۳۰۳ (۱۹۲۵ م)
پرواز یونکرس اف.۱۳ بر فراز تهران سال ۱۳۰۳ (۱۹۲۵ م)
عکس هوایی از باغشاه، تهران، ۱۳۰۳
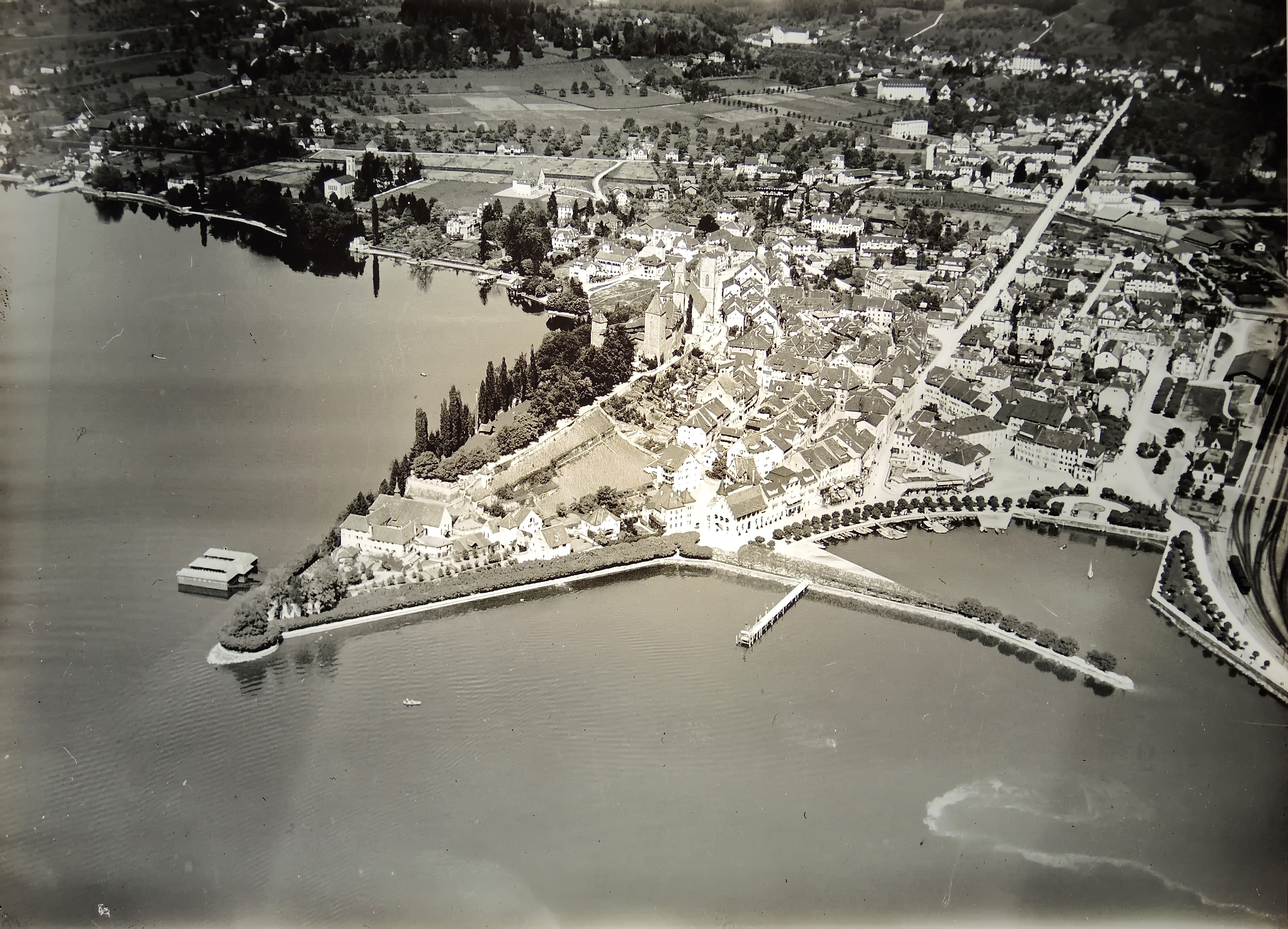
اولین عکس هوایی از Rapperswil، ۱۹۱۹
تصویر هوایی Bürkliplatz، زوریخ، ۱۹۳۳